# Eustathianer
Als Eustathianer wird eine nach Eustathios von Sebaste benannte Gruppe radikaler Asketen bezeichnet,  die im 4. Jahrhundert die absolute Besitz- und Ehelosigkeit forderten und neben dem kirchlichen Fasten auch die öffentlichen Gottesdienste ablehnten. Sie stellten damit eine ernsthafte Konkurrenz für das frühe christliche Mönchtum dar. Die Eustathianer wurden zwischen 340/1 und 376 auf der Synode von Gangra verurteilt. So wurde ihnen auf der Synode vorgeworfen, dass sie die Ehe ablehnten, die kirchliche Festtage nicht beachteten, das sonntägliche Fasten missachteten sowie die Sklaven gegen ihre Herren aufstacheln würden.
Als Gründer der Bewegung wird in einigen Quellen fälschlicherweise der Bischof Eustathios von Antiochia genannt.